# Jonas Blixt
Jonas Blixt (Hammarö, 24 april 1984) is een Zweedse golfprofessional.

## Amateur
Blixt zat in het Zweedse jeugdteam van 1999-2002 en het herenteam in 2003 en 2004. Hij speelde in het Europese team bij de Palmer Cup. Toen kreeg hij een golf-studiebeurs en studeerde aan de Florida State University. Daar speelde hij college golf en won hij vier toernooien.

## Professional
Blixt werd in 2008 professional en speelde aanvankelijk op de Nationwide Tour en de Challenge Tour. 
Dankzij een vijfde plaats in de eindstand van de Nationwide Tour van 2011 mocht hij in 2012 deelnemen aan de PGA Tour. Hij was in oktober de eerste rookie die dat seizoen een toernooi won, toen hij de Frys.com Open op CordeValle Golf Club in San Martin, op zijn naam schreef. Blixt verdiende zijn eerste seizoen bijna $ 2.200.000 en werd Rookie of the Year. Dankzij zijn zege in 2013 op de Greenbrier Classic klom hij op naar de 51e plaats.
Dankzij zijn goede prestaties mocht hij in 2014 voor de eerste keer deelnemen aan het Masters Tournament. Op Augusta National Golf Club eindigde hij op de gedeelde tweede plaats met Jordan Spieth. In 2017 was Blixt de beste op de Zurich Classic of New Orleans, waar hij samen aantrad met Cameron Smith.

### Overwinningen
| Jaar | Toernooi                                               | Tour              |
| ---- | ------------------------------------------------------ | ----------------- |
| 2008 | Lyckorna Scratch                                       | Zweedse Mini-Tour |
| 2012 | Frys.com Open                                          | PGA Tour          |
| 2013 | Greenbrier Classic                                     | PGA Tour          |
| 2017 | Zurich Classic of New Orleans, samen met Cameron Smith | PGA Tour          |

### Resultaten op deMajors
| Major                 | 2013 | 2014 | 2015 | 2016 | 2017 | 2018 | 2019 | 2020 | 2021 | 2022 |
| --------------------- | ---- | ---- | ---- | ---- | ---- | ---- | ---- | ---- | ---- | ---- |
| Masters Tournament    |      | T2   | T28  |      |      |      |      |      |      |      |
| U.S. Open             |      | CUT  |      |      |      |      |      |      |      | CUT  |
| The Open Championship | T26  | CUT  | CUT  |      |      | CUT  |      |      |      |      |
| PGA Championship      | 4    | T35  |      | CUT  | CUT  |      |      |      |      |      |

CUT = miste de cut halverwege

### Resultaten op deWorld Golf Championships
| Toernooi             | 2013 | 2014 |
| -------------------- | ---- | ---- |
| WGC Kampioenschap    |      | T16  |
| WGC Matchplay        |      | R32  |
| WGC Invitational     | T59  | T58  |
| WGC - HSBC Champions | T63  | T14  |

CUT = miste de cut halverwege